# NGC 5679C
NGC 5679C (другие обозначения — ARP 274, VV 458, PGC 52129) — галактика в созвездии Дева.
Этот объект не входит в число перечисленных в оригинальной редакции «Нового общего каталога» и был добавлен позднее.